# Gibraltar Premier Division (2015/2016)
Gibraltar Premier Division 2015/2016 była 117. edycją najwyższej klasy rozgrywkowej piłki nożnej na Gibraltarze. Brało w niej udział 10 drużyn, które w okresie od 25 września 2015 do 16 maja 2016 rozegrały 27 kolejek meczów. Tytuł mistrzowski obroniła drużyna Lincoln Red Imps zdobywając czternasty tytuł z rzędu, a dwudziesty drugi w swojej historii.

## Drużyny
Na początku sezonu College Europa zmienił swoją nazwę na Europa FC.
| Uczestnicy poprzedniej edycji                                                                                 | Uczestnicy poprzedniej edycji | Uczestnicy poprzedniej edycji | Uczestnicy poprzedniej edycji |
| --- | ----------------------------- | ----------------------------- | ----------------------------- |
| LIN | Lincoln Red Imps              | 1                             |                               |
| COL | College Europa                | 2                             |                               |
| LYN | Lynx                          | 3                             |                               |
| STJ | St Joseph’s                   | 4                             |                               |
| MAN | Manchester 62                 | 5                             |                               |
| GLA | Glacis United                 | 6                             |                               |
| BRI | Britannia XI                  | 7                             |                               |
| LIO | Lions Gibraltar               | 8                             |                               |
| Awans z Gibraltar Second Division                                                                             |                               |                               |                               |
| GIB | Gibraltar United              | 1                             |                               |
| ANG | Angels                        | 2                             |                               |
| Oznaczenia: - kolumna pierwsza – skróty nazw drużyn, - kolumna trzecia – miejsce zajęte w poprzednim sezonie. |                               |                               |                               |

## Tabela
| Lp. | Drużyna                 | M  | Z  | R | P  | B+  | B-  | +/–  | Pkt | Kwalifikacja lub spadek                     |
| --- | ----------------------- | -- | -- | - | -- | --- | --- | ---- | --- | ------------------------------------------- |
| 1   | Lincoln Red Imps (M, P) | 27 | 25 | 1 | 1  | 130 | 9   | +121 | 76  | Liga Mistrzów UEFA • I runda kwalifikacyjna |
| 2   | Europa FC               | 27 | 21 | 2 | 4  | 82  | 18  | +64  | 65  | Liga Europy UEFA • I runda kwalifikacyjna   |
| 3   | St Joseph’s             | 27 | 14 | 3 | 10 | 50  | 37  | +13  | 45  |                                             |
| 4   | Lions Gibraltar         | 27 | 14 | 3 | 10 | 49  | 44  | +5   | 45  |                                             |
| 5   | Lynx                    | 27 | 11 | 2 | 14 | 37  | 40  | −3   | 35  |                                             |
| 6   | Manchester 62           | 27 | 9  | 5 | 13 | 41  | 49  | −8   | 32  |                                             |
| 7   | Glacis United           | 27 | 10 | 2 | 15 | 40  | 67  | −27  | 32  |                                             |
| 8   | Gibraltar United        | 27 | 9  | 2 | 16 | 28  | 57  | −29  | 29  |                                             |
| 9   | Britannia XI (B, S)     | 27 | 8  | 2 | 17 | 35  | 84  | −49  | 26  | baraż o utrzymanie                          |
| 10  | Angels (S)              | 27 | 3  | 0 | 24 | 20  | 107 | −87  | 9   | Spadek do Gibraltar Second Division         |

## Wyniki
| Gospodarz \ Gość | ANG | BRI  | EFC | GIB | GLA  | LIN  | LGI | LYN | MAN | SJO | ANG  | BRI  | EFC  | GIB | GLA | LIN | LGI | LYN | MAN | SJO |
| ---------------- | --- | ---- | --- | --- | ---- | ---- | --- | --- | --- | --- | ---- | ---- | ---- | --- | --- | --- | --- | --- | --- | --- |
| Angels           |     | 0–3  | 2–3 | 1–2 | 0–3  | 0–13 | 0–3 | 1–2 | 1–5 | 0–3 |      |      | 0–3  | 1–7 |     |     | 0–1 | 1–2 | 1–6 |     |
| Britannia XI     | 3–1 |      | 1–4 | 1–1 | 2–3  | 0–1  | 0–4 | 0–1 | 0–2 | 4–3 | 4–3  |      | 1–16 | 0–2 |     |     | 1–4 | 0–2 |     |     |
| Europa FC        | 3–0 | 10–1 |     | 2–0 | 6–0  | 1–1  | 2–0 | 2–1 | 4–0 | 2–0 |      |      |      |     | 0–1 | 2–0 | 0–1 |     | 5–0 | 2–1 |
| Gibraltar United | 1–2 | 1–3  | 0–2 |     | 1–0  | 0–6  | 1–0 | 0–3 | 1–0 | 0–2 |      |      | 1–3  |     | 0–2 |     |     |     | 2–2 | 1–3 |
| Glacis United    | 0–2 | 0–3  | 0–2 | 1–2 |      | 1–6  | 6–0 | 0–2 | 1–1 | 3–5 | 6–1  | 1–0  |      |     |     | 1–4 |     | 2–1 |     |     |
| Lincoln Red Imps | 5–0 | 3–2  | 2–0 | 7–0 | 11–0 |      | 4–0 | 4–0 | 4–0 | 4–0 | 13–1 | 10–0 |      | 4–0 |     |     |     | 4–0 |     |     |
| Lions Gibraltar  | 2–0 | 1–0  | 0–3 | 3–0 | 5–0  | 0–2  |     | 1–1 | 0–1 | 3–1 |      |      |      | 1–3 | 6–3 | 1–7 |     | 4–1 |     |     |
| Lynx             | 6–0 | 0–3  | 1–2 | 3–0 | 0–1  | 0–2  | 1–2 |     | 2–2 | 1–0 |      |      | 0–1  | 0–1 |     |     |     |     | 2–0 | 2–4 |
| Manchester 62    | 4–1 | 0–2  | 1–1 | 1–0 | 1–0  | 0–4  | 2–3 | 1–2 |     | 0–1 |      | 6–0  |      |     | 1–3 | 0–4 | 2–2 |     |     | 3–0 |
| St Joseph’s      | 4–0 | 1–1  | 3–1 | 4–0 | 3–0  | 0–2  | 1–1 | 1–0 | 2–0 |     | 0–1  | 4–0  |      |     | 2–2 | 0–3 | 2–1 |     |     |     |

## Baraż o utrzymanie
W barażu o otrzymanie zagrały 9. zespół ligi – FC Britannia XI – i 2. zespół Gibraltar Second Division – Mons Calpe. Mons Calpe zwyciężył 2:1 w regulaminowym czasie gry i awansował do Gibraltar Premier Division. FC Britannia XI spadł poziom niżej.
| 31 maja 2016 | FC Britannia XI · Gilroy 2' | 1:2(1:0)Raport | Mons Calpe · 50', 52' Gonzalez | Victoria Stadium, Gibraltar |
|              |                             |                |                                |                             |

## Najlepsi strzelcy
| Bramki | Strzelcy             | Drużyna            |
| ------ | -------------------- | ------------------ |
| 29     | Pedro Carrión Padial | Europa FC          |
| 24     | George Cabrera       | Lincoln Red Imps   |
| 20     | Guido Abayián        | Lincoln Red Imps   |
| 19     | Sergio Ginés         | Lions Gibraltar    |
| 17     | Kyle Casciaro        | Lincoln Red Imps   |
| 17     | Lee Casciaro         | Lincoln Red Imps   |
| 16     | Joseph Chipolina     | Lincoln Red Imps   |
| 16     | Pibe Pereira         | Lynx/Glacis United |
| 16     | Cristian Toncheff    | Manchester 62      |

Źródło: